# Вада (река)
Пролешка река или Вада е река в Западна България, община Божурище, и Столична община, извираща от непресъхващ извор в село Пролеша, „Римската чешма“ и вливаща се в река Блато.
Дължината ѝ е 16,3 km. Неини притоци са Пожаревска и Гурмазовска река.